# Carl Dietrich Harries
Carl Dietrich Harries (Luckenwalde, 5 agosto 1866 – Berlino, 3 novembre 1923) è stato un chimico tedesco.

## Biografia
C. Harries studiò chimica presso l'Università di Jena tra il 1886 e il 1888, trascorrendo un anno nel laboratorio di ricerca di Adolf von Baeyer, a Monaco. Conseguì il dottorato presso l'Università di Berlino nel 1890 e diventò l'assistente personale di August Wilhelm von Hofmann e un assistente presso l'Istituto di Emil Fischer. Nel 1900 sposò Hertha von Siemens, figlia dell'industriale Werner von Siemens, inventore di uno dei primi generatori di ozono. Nel 1904, C. D. Harries divenne professore presso l'Università di Kiel, dove rimase fino al 1916.
Durante il sup periodo di insegnamento presso l'Università di Kiel pubblicò numerose opere relative all'ozonolisi, il più importante dei quali fu pubblicato sulla rivista Liebigs Annalen der Chemie nel 1905. Insoddisfatto della sua carriera di insegnante e non essendo riuscito a ottenere il lavoro che pretendeva nelle varie università, lasciò l'insegnamento e divenne direttore di ricerca presso Siemens and Halske.
C. D. Harries morì il 3 novembre 1923 per complicazioni derivanti da un intervento chirurgico per curare il cancro. È sepolto nel pantheon della famiglia von Siemens nel cimitero sudoccidentale di Berlino.
Il bisnonno di C. D. Harries era il teologo tedesco Heinrich Harries.

## Lavoro scientifico
C.D. Harries, lavorò nel campo della chimica organica e dei polimeri. Mostrò che la gomma era composta da unità ripetitive (monomeri). Stabilì procedure sperimentali per l'ozonolisi e dimostrò che la reazione era applicabile alla generalità dei composti insaturi. Scoprì anche che l'ozono può essere utilizzato per la sintesi di numerosi composti.